# ГЕС Аура
ГЕС Еура (англ. Aura Hydroelectric Power Station) – гідроелектростанція в південній частині Норвегії за 125 км на південний захід від Тронгейма (фюльке Мере-ог-Ромсдал). Становить нижній ступінь дериваційного гідровузла, який використовує ресурс зі сточища ряду річок, які впадають у Румсдал-фіорд (Romsdalsfjord) і Tingvollfjorden (оточують півострів Румсдал з південної та північно-східної сторін).

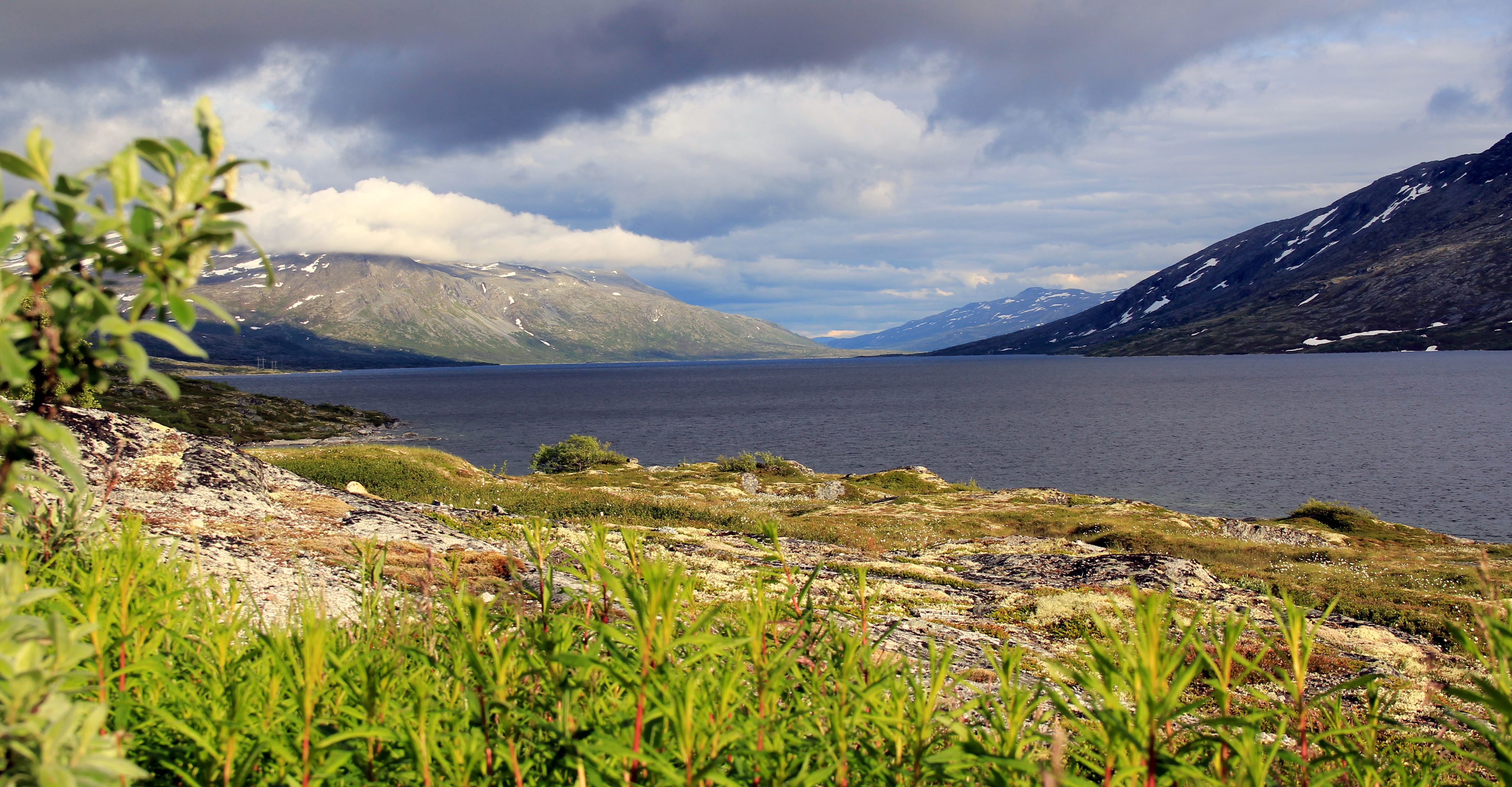
Водосховище Aursjøen

В основу схеми гідровузла покладений задум деривації ресурсу з річки Еура (Aura, впадає в озеро Eikesdalsvatnet, яке річкою Ейра (Eira) дренується в Eresfjorden – відгалуження Langfjorden, що своєю чергою є центральною гілкою Румсдал-фіорду) на північ у сточище Lilledalselva (тече в Sunndalsfjorden, який є продовження Tingvollfjorden). Для цього на Еурі звели кам’яно-накидну греблю з бетонним облицюванням з боку сховища висотою 40 м, довжиною 1060 м та шириною по гребеню 6,5 м. Створений нею підпір утворив водойму Aursjøen з об’ємом 561 млн м³ та припустимим коливанням рівня поверхні між позначками 827 та 856 м НРМ, яка витягнулась по долині річки на 25 км та поглинула природні озера Gautsjøen, Grynningen та Aursjøen.
З Aursjøen по тунелю довжиною 5 км ресурс спрямовується через водорозділ до створеного на р. Lilledalselva сховища Osbuvatn, яке поглинуло три природні озера Sandvatn, Langvatn та Osbuvatn. Воно має об’єм у 150 млн м³ та припустиме коливання рівня поверхні між позначками 818 та 849 м НРМ. Далі через споруджену в 1958 році пригреблеву ГЕС Осбу (20 МВт) вода переходить у невелике – лише 9 млн м³ – сховище Holbuvatn (рівень поверхні коливається між 777 та 793 м НРМ), з якого на північ через лівобережний гірський масив прямує головний дериваційний тунель довжиною 16 км.
Окрім природного стоку для роботи станції залучають додатковий ресурс за допомогою:
- тунелю довжиною понад 13 км, який подає до Aursjøen ресурс із ряду водозаборів на лівих притоках Еури - річках Hovla, Breimaga, Loypaa, Klovaa та ще п’яти менших. В 1999-му біля верхів’я Breimaga вивели короткий тунель від сховища Ettare Bovervatn, створеного у сточищі Bovre, правої притоки Рауми (витікає з відомого своєю біфуркацією озера Lesjaskogsvatn та впадає в південну гілку Румсдал-фіорду);
- короткого тунелю від правої притоки Еури річки Strodalsaa;
- короткого тунелю, який транспортує ресурс, захоплений із правої притоки Lilledalselva річки Skarvdalsaa (має устя нижче за озеро Holbuvatn), у струмок, що впадає праворуч до Osbuvatn;
- водозабору з протоки, яка дренує озеро Рейнсватн (Reinsvatn) та впадає ліворуч до Lilledalselva після її виходу з Holbuvatn. За допомогою греблі Рейнсватн перетворили на водосховище об’ємом 38 млн м³ та допустимим коливанням рівня води між позначками 874 та 892 м н. р. м. Ресурс із цього водозабору надходить безпосередньо до головного дериваційного тунелю;
- водозабору на ще одній лівій притоці Lilledalselva річці Langdela, при цьому ресурс також надходить у головний тунель.

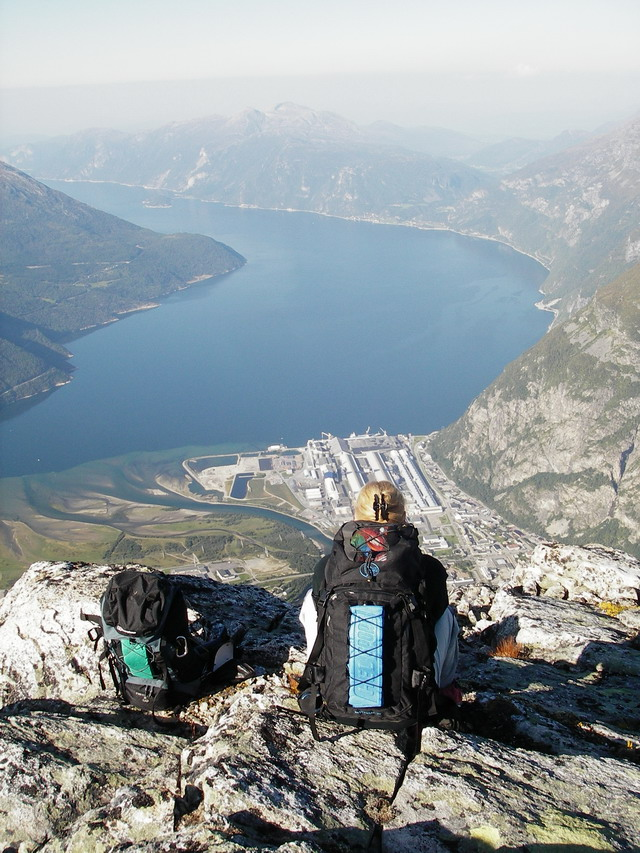
Краєвид з гірського масиву правобережжя Lilledalselva на її гирло та алюмінієвий комбінат у Sunndalsøra. Вихід відвідного тунелю ГЕС — ліворуч від гирла

Після завершення основної траси вода через напірні водоводи, прокладені в похилій шахті довжиною 1,1 км, потрапляє до облаштованих у прибережному гірському масиві двох підземних машинних залів розмірами 16х80 та 17х70 м і заввишки 18 м.
Роботи зі спорудження ГЕС Еура почали ще в 1913 році, у наступному році внаслідок початку Першої Світової війни на короткий час призупинили, а потім провадили обмеженими силами до повної зупинки в 1919-му. Під час Другої світової війни німецька окупаційна влада поновила будівництво, яке знову перервали в 1943-му. Завершити проєкт вдалось у наступному десятилітті, коли спершу в 1953-1954 запустили чотири турбіни типу Пелтон потужністю по 28 МВт, до яких у 1955-1956 роках додали ще три того ж типу по 58,5 МВт. При напорі в 783 м це обладнання забезпечує виробництво 1706 млн кВт-год електроенергії на рік (сайт власника – компанії Statkraft – одночасно зазначає і показник у 1623 млн кВт-год). Головним споживачем продукції ГЕС є алюмінієвий завод у Sunndalsøra.
Відпрацьована вода потрапляє по відвідному тунелю в розташований неподалік Sunndalsfjorden.
З 1972 року з Еури відбувається дистанційне управління верхньою станцією гідровузла ГЕС Осбу.
Можна також відзначити, що існували плани подальшого підсилення схеми за рахунок перетворення на водосховище озера Torbuvatn (розташоване вище по течії Lilledalselva від сховища Osbuvatn) та збільшення рівня води в  Aursjøen, проте вони були відхилені в 1982 та 1977 роках відповідно.